# Юниверсите (квартал на Истанбул)
„Юниверсите“ (на турски: Üniversite) е квартал на Истанбул, разположен в околия Авджълар. Общата му площ е 2,8 км2. Според данни на Адресната система за регистриране на населението (ABPRS) към 2023 г. населението на „Юниверсите“ е 27 065 жители.